# بری فن آئرله
بری فن آئرله (انگلیسی: Berry van Aerle؛ زادهٔ ۸ دسامبر ۱۹۶۲) بازیکن فوتبال اهل پادشاهی هلند است.
از باشگاه‌هایی که در آن بازی کرده‌است می‌توان به باشگاه فوتبال رویال آنتورپ و باشگاه فوتبال پی‌اس‌وی آیندهوون اشاره کرد.
وی همچنین در تیم ملی فوتبال هلند بازی کرده‌است.